# وليام بي فيسيندين
وليام بيت فيسيندين (بالإنجليزية: William Pitt Fessenden)‏ (و. 1806 – 1869 م) هو سياسي من أمريكي من ولاية مين. عمل في مجلس النواب الأمريكي (4 مارس 1841–3 مارس 1843) ومجلس الشيوخ الأمريكي (10 فبراير 1854–1 يوليو 1864) قبل أن يتولى منصب وزير الخزانة الأمريكي (5 يوليو 1864–3 مارس 1865) في عهد الرئيس أبراهام لينكون قرب نهاية الحرب الأهلية الأمريكية كان عضوا في حزب اليمين قبل أن يضم إلى الحزب الجمهوري.
كان فيسيندين محاميا برز في قضية مناهضة الرق في ولاية ماين؛ وحارب في الكونغرس قوة الرقيق (أصحاب الأطيان الذين يسيطرون على الولايات الجنوبية). وبنى تحالفا ضد العبودية في المجلس التشريعي للولاية الذي انتخبه إلى مجلس الشيوخ الأمريكي؛ حيث أصبح هذا التحالف هو تنظيم الحزب الجمهوري داخل ولاية مين. ولعب فيسندن في مجلس الشيوخ دورا محوريا في المناقشات التي جرت في كانساس، وندد بتوسع الرق. قاد الجمهوريين الراديكاليين في هجومهم على الديمقراطيين ستيفن دوغلاس وفرانكلين بيرس وجيمس بيوكانان. تمت قراءة خطابات فيسندن على نطاق واسع، وأثرت على الجمهوريين مثل إبراهم لنكون وساعدته لبناء دعمه لترشيحه لرئاسة الجمهورية في 1860. ساعد السناتور فيسندن في تشكيل سياسات الضرائب والسياسات المالية للاتحاد خلال الحرب. خفف من سياسته الراديكالية السابقة، ودعم لينكون ضد الراديكاليين، وأصبح وزير الخزانة في حكومة لينكون. عاد فيسندن بعد الحرب إلى مجلس الشيوخ رئيسا للجنة المشتركة المعنية بإعادة الإعمار والتي وضعت شروطا لاستئناف تمثيل الكونغرس للولايات الجنوبية والتي صاغت التعديل الرابع عشر لدستور الولايات المتحدة. وفي وقت لاحق، قدم فيسندن دعما حاسما يحول دون إدانة مجلس الشيوخ للرئيس أندرو جونسون، وذلك بعد أن سحب مجلس النواب الثقة عنه. وكان أول عضو جمهوري في المجلس يقضي بتصويت «غير مذنب» وتلاه ستة من أعضاء المجلس الجمهوريين الآخرين ما أدى إلى تبرئة الرئيس جونسون.
هو الشخص الوحيد الذي سميت عليه ثلاثة شوارع في بورتلاند: وليام، بيت، فيسندن في حي أوكديل في المدينة. توفي في بورتلاند، مين .
| المناصب السياسية         | المناصب السياسية                       | المناصب السياسية    |
| ------------------------ | -------------------------------------- | ------------------- |
| سبقه                     | عضو مجلس الشيوخ الأمريكي 1854 - 1864   | تبعه                |
| سبقه                     | أعضاء مجلس النواب الأمريكي 1841 - 1843 | تبعه                |
| سبقه سلمون بورتلاند تشيس | وزير الخزانة الأمريكي 1864 - 1865      | تبعه Hugh McCulloch |

## روابط خارجية
- وليام بي فيسيندين على موقع الموسوعة البريطانية (الإنجليزية)
- وليام بي فيسيندين على موقع إن إن دي بي (الإنجليزية)